# Octavie Coudreau
Octavie Coudreau, född 1870, död 1938, var en fransk upptäcktsresande och författare. Hon är känd för sitt arbete i utforskningen av Amazonasregionen i Brasilien och Guyana. Hon var gift med Henri Coudreau. 
Verk
- Voyage Au Trombetas: 7 Août 1899-25 Novembre 1899, ISBN 978-1148473758
- Voyage Au Cuminá: 20 Avril 1900-7 Septembre 1900
- Voyage Au Maycur, 5 Juin 1902-12 Janvier, 1903
- Voyage Au Rio Curua (1903)